# Salvador a 2000. évi nyári olimpiai játékokon
Salvador az ausztráliai Sydneyben megrendezett 2000. évi nyári olimpiai játékok egyik részt vevő nemzete volt. Az országot az olimpián 7 sportágban 8 sportoló képviselte, akik érmet nem szereztek.

## Atlétika
Férfi
| Versenyző   | Versenyszám | Előfutam | Előfutam | Előfutam | Negyeddöntő | Negyeddöntő | Negyeddöntő | Elődöntő | Elődöntő | Elődöntő | Döntő   | Döntő    |
| Versenyző   | Versenyszám | Idő      | Hely.    | Össz.    | Idő         | Hely.       | Össz.       | Idő      | Hely.    | Össz.    | Idő     | Helyezés |
| ----------- | ----------- | -------- | -------- | -------- | ----------- | ----------- | ----------- | -------- | -------- | -------- | ------- | -------- |
| Tony Serpas | 100 m       | 10,63    | 6.       | 64.*     | kiesett     | kiesett     | kiesett     | kiesett  | kiesett  | kiesett  | kiesett | kiesett  |

Női
| Versenyző     | Versenyszám     | Eredmény | Helyezés |
| ------------- | --------------- | -------- | -------- |
| Ivis Martínez | 20 km gyaloglás | 1:38:07  | 34.      |

* - egy másik versenyzővel azonos eredményt ért el

## Cselgáncs
Férfi
| Versenyző           | Versenyszám | Selejtező         | 32-es főtábla                      | Nyolcaddöntő      | Negyeddöntő       | Elődöntő          | Vigaszág első kör | Vigaszág negyeddöntő | Vigaszág elődöntő | Bronz- mérkőzés   | Döntő             | Helyezés    |
| Versenyző           | Versenyszám | Ellenfél Eredmény | Ellenfél Eredmény                  | Ellenfél Eredmény | Ellenfél Eredmény | Ellenfél Eredmény | Ellenfél Eredmény | Ellenfél Eredmény    | Ellenfél Eredmény | Ellenfél Eredmény | Ellenfél Eredmény | Helyezés    |
| ------------------- | ----------- | ----------------- | ---------------------------------- | ----------------- | ----------------- | ----------------- | ----------------- | -------------------- | ----------------- | ----------------- | ----------------- | ----------- |
| Miguel Angel Moreno | Harmatsúly  |                   | David Somerville (GBR) · 0000-1000 | kiesett           | kiesett           | kiesett           |                   |                      |                   |                   |                   | helyezetlen |

## Íjászat
Férfi
| Versenyző        | Versenyszám | Selejtező | Selejtező | 64-es főtábla                     | 32-es főtábla     | Nyolcaddöntő      | Negyeddöntő       | Elődöntő          | Döntő             | Helyezés |
| Versenyző        | Versenyszám | Pont      | Kiemelt   | Ellenfél Eredmény                 | Ellenfél Eredmény | Ellenfél Eredmény | Ellenfél Eredmény | Ellenfél Eredmény | Ellenfél Eredmény | Helyezés |
| ---------------- | ----------- | --------- | --------- | --------------------------------- | ----------------- | ----------------- | ----------------- | ----------------- | ----------------- | -------- |
| Cristóbal Merlos | Egyéni      | 588       | 58.       | Vic Wunderle (USA) (7.) · 150-160 | kiesett           | kiesett           | kiesett           | kiesett           | kiesett           | 55.      |

## Kerékpározás

### Pálya-kerékpározás
Pontversenyek
| Név           | Versenyszám     | Pont | Helyezés |
| ------------- | --------------- | ---- | -------- |
| Maureen Kaila | Női pontverseny | 0    | 17.      |

## Sportlövészet
Női
| Versenyző   | Versenyszám   | Selejtező | Selejtező | Döntő   | Döntő    |
| Versenyző   | Versenyszám   | Pont      | Helyezés  | Pont    | Helyezés |
| ----------- | ------------- | --------- | --------- | ------- | -------- |
| Luisa Maida | Légpisztoly   | 368       | 36.*      | kiesett | kiesett  |
| Luisa Maida | Sportpisztoly | 557       | 41.       | kiesett | kiesett  |

* - egy másik versenyzővel azonos eredményt ért el

## Súlyemelés
Női
| Versenyző | Versenyszám | Szakítás | Szakítás | Lökés    | Lökés    | Összesen | Helyezés |
| Versenyző | Versenyszám | Eredmény | Helyezés | Eredmény | Helyezés | Összesen | Helyezés |
| --------- | ----------- | -------- | -------- | -------- | -------- | -------- | -------- |
| Eva Dimas | 69 kg       | 92,5     | 11.*     | 110,0    | 12.      | 202,5    | 12.      |

* - egy másik versenyzővel azonos eredményt ért el

## Úszás
Férfi
| Versenyző         | Versenyszám | Előfutam | Előfutam | Előfutam | Elődöntő | Elődöntő | Elődöntő | Döntő   | Döntő    |
| Versenyző         | Versenyszám | Idő      | Hely.    | Össz.    | Idő      | Hely.    | Össz.    | Idő     | Helyezés |
| ----------------- | ----------- | -------- | -------- | -------- | -------- | -------- | -------- | ------- | -------- |
| Francisco Suriano | 100 m mell  | 1:04,31  | 2.       | 37.      | kiesett  | kiesett  | kiesett  | kiesett | kiesett  |
| Francisco Suriano | 200 m mell  | 2:20,10  | 4.       | 35.      | kiesett  | kiesett  | kiesett  | kiesett | kiesett  |